# Kastrup Boldklub
Maillots
Kastrup Boldklub est un club danois de football, basé à Kastrup, sur l'île d'Amager.
Kastrup BK a disputé 9 saisons parmi l'élite au Danemark, entre 1976 et 1981, puis entre 1985 et 1987. Au plus haut niveau, le palmarès du club est vierge mais il a eu l'occasion de participer à une compétition européenne, la Coupe Intertoto 1980. Lors de ce tournoi estival, le club danois a terminé à la troisième place, derrière les Bohemians 1905 Prague et le Werder Brême et devant Lillestrøm SK, avec une victoire de prestige en Allemagne. 

## Histoire
- 4 mai 1933 : fondation du club, qui porte le nom de Boldklubben Funkis
- 1941 : le club change de nom et devient le Kastrup BK
- 1975 : seul titre du club, la victoire en championnat de D2. Ce succès permet au club d'accéder pour la première fois de son histoire en première division.
- 1979 : Kastrup BK réalise sa meilleure saison parmi l'élite, terminée à la 4e place, ce qui permet au club de participer à la Coupe Intertoto 1980.
- 1987 : dernière saison du club passée en 1.division
- 2002 : Kastrup BK fusionne avec Tårnby Boldklub pour former le club d'Amager United. Cette association se poursuit jusqu'en 2006.

## Palmarès
- Vainqueur du Championnat du Danemark de D2 en 1975

## Entraîneur célèbre
- Niels-Christian Holmstrøm (1978-1979)